# Krenta
Krenta (cyr. Крента) – wieś w Serbii, w okręgu zajeczarskim, w gminie Knjaževac. W 2011 roku liczyła 67 mieszkańców.